# Les Sables-d'Olonne
Les Sables-d'Olonne là một xã trong vùng hành chính Pays de la Loire, thuộc tỉnh Vendée, quận Les Sables-d'Olonne, tổng Les Sables-d'Olonne. Tọa độ địa lý của xã là 46° 29' vĩ độ bắc, 01° 46' kinh độ đông.

## Thông tin nhân khẩu
| 1936   | 1954   | 1962   | 1968   | 1975   | 1982   | 1990   | 1999   |
| ------ | ------ | ------ | ------ | ------ | ------ | ------ | ------ |
| 14 536 | 17 761 | 17 785 | 18 093 | 17 463 | 16 100 | 15 830 | 15 532 |

## Nhân vật nổi tiếng
- François l’Ollonais